# ハチ北スキー場
ハチ北スキー場（ハチきたスキーじょう）は、兵庫県美方郡香美町にあるスキー場である。
ハチ北の愛称で親しまれており、隣接するハチ高原スキー場と合わせてハチ・ハチ北と呼ばれる。

## 特徴
鉢伏山の北側山麓のハチ北高原にある。
関西有数の規模のスキー場であり、関西随一の雪質を誇る。北壁やアルペンコースなどが中・上級者に支持されている。中央ゲレンデなど初・中級者向けのコースも多い。プロスキーヤー三浦雄一郎が主催している「三浦雄一郎&スノードルフィンスクール」がある。
12本のリフトにより、14のコースがある。リフトは鉢伏観光開発が運営している。コース難易度は 初級30%・中級40%・上級30%。スノーボード全面滑走可。
ハチ高原スキー場とはリフト券が共通化されており、鉢伏山山頂を経由して往来できる。両スキー場を合わせた規模は西日本最大級。
なお、鉢伏山頂からハチ北スキー場側は迂回コースがあるが、ハチ高原スキー場側のコースは上級者向けであるため、初 - 中級者は下リフトを利用する方が無難である。

## コース
北壁 （最大/平均斜度 32°/25° コース長 500m）
鉢伏山頂からパノラマゲレンデに向けて山肌を一直線に下るハチ北の名物コース。ハイシーズンには一面がコブ斜面になる。2005 - 2006年シーズンには積雪過剰による雪崩の恐れから一時期閉鎖されていた。その一方で雪付きが悪くコースオープンが遅れる場合もある。斜度からわかるように上級者向け。
北壁樹氷コース （最大/平均斜度 20°/13° コース長 1200m）
鉢伏山頂から北壁コースを南に迂回しパノラマゲレンデに至るコース。天候がいい場合はかなり遠くまで見通しがきく。南側斜面になるので時期によってはアイスバーン化している場合がある。また、コース幅が全体的に狭いため初級者は北壁スカイロードのほうが安心して下りられる。
北壁スカイロード （最大/平均斜度 20°/13° コース長 1500m）
鉢伏山頂から北壁コースを北に迂回し中央ゲレンデまで至るロングコース。途中でパノラマゲレンデに接続しており出入り可能。この部分を境にスカイロード上部・スカイロード下部と分けて呼ばれる場合もある。コース途中にスーパーモーグルコースの入り口がある。また、積雪時に非圧雪コースとなるネイチャーゾーンがコース脇に設置される。初級者が山頂まで登ってしまった場合はこちらから下りる方が恐怖感は少ない。また、初級者がパノラマゲレンデから中央ゲレンデに向かう場合はチャレンジ迂回コースよりこちらの方が斜度が緩くコース幅もあるため安心できる。
スーパーモーグルコース （最大/平均斜度 32°/28° コース長 300m）
北壁スカイロードの途中で分岐し再びスカイロードに合流にするモーグルコース。FIS公認モーグルコースで例年3月にハチ北CUPモーグル大会 兼 西日本スキー選手権フリースタイル競技モーグル種目が実施される。スカイロード合流後はパノラマゲレンデに出ることも可能。
パノラマゲレンデ （最大/平均斜度 15°/11° コース長 500m）
北壁を正面に望む初級者から中級者が楽しめる中 - 緩斜面。上は北壁・樹氷・スカイロード上部の各コースから接続し、下は北側でスカイロード下部、南側でアルペンコース・チャレンジ迂回コース、東側にチャレンジコースに接続するハブゲレンデとなっている。コース幅が広く見通しも良いためスクールのレッスンがよく行われているほか、バッヂテスト等の検定が行われている場合もある。コース途中に展望レストランハチ北がある。ゲレンデ脇リフト沿いに初中級者向けモーグルコース（キッカー有）やポールコースといったパークが設置される。高度があるため中央ゲレンデの雪質が悪化してもこちらはまだ大丈夫な場合が多い。コース中ほどにゲレンデパトロールが駐留するコンテナがある。
チャレンジコース （最大/平均斜度 20°/13° コース長 1200m）
パノラマゲレンデから中央ゲレンデに一直線に下るコース。コース長は短いがコブ斜面となるため初中級者には難しい。下部でチャレンジ迂回コースに合流する。
チャレンジ迂回コース
パノラマゲレンデから中央ゲレンデに降りる通路状のコース。パノラマリフト脇がコース入り口になっている。途中にやや急かつ幅が狭い部分があるため初級者はスカイロード下部を通って中央ゲレンデに向かうほうが安心できる。
アルペンコース （最大/平均斜度 26°/13° コース長 1200m）
パノラマゲレンデから中央ゲレンデの下・アルペン林間コース入り口に至るコース。チャレンジコース - 中央ゲレンデに並行する形になっている。コース途中には斜度がありコブ斜面となる部分があるため上級者が多いが、初中級者でも片側が圧雪されているのでスピードコントロールが確実にできるなら降りることはできる。その急斜面部分を抜けるとなだらかなコースとなり、途中で中央ゲレンデからアルペンコースに入る通路が合流する。コブがあることからバッヂテストが行われている場合もある。
ハチ北中央ゲレンデ （最大/平均斜度 20°/13° コース長 700m）
コース幅が広い中 - 緩斜面で初級者から楽しめるゲレンデ。高速クワッドリフトが設置されており回数を滑り込むのにもむいている。上はチャレンジコース・チャレンジ迂回コース・スカイロードと接続し、コース中ほどで野間ゲレンデへの分岐・アルペンコースへの通路がある。下部でオレンジラクーナに接続する他、野間ゲレンデへの通路、アルペンコースへの通路がある。アルペンコースに移動する場合、コース下部からは200mほど緩い斜面を登る必要がある。コース上部のマロニエ広場にはレストランクリスタKAZAO、下にファミリーPLAZAの他、ホテルマセンジョーやハンバーガーショップ、無料休憩所、ゲレンデパトロール本部といった施設が並ぶ。リフト乗り場の前にはWESTスノーボードスクールのコンテナがある。大会などでコース脇が一部閉鎖される場合がある他、スキー・スノーボードの検定が行われている場合もある（検定では閉鎖はない）。
野間ゲレンデ （最大/平均斜度 15°/11° コース長 700m）
中央ゲレンデを中程から左手寄り滑っていくと野間駐車場まで至る野間ゲレンデに入る。緩斜面が多く初級者でも安心して滑ることができる。中央ゲレンデ上部のマロニエ広場に至る高速クワッドリフトが設置されており、中央ゲレンデとは容易に行き来可能となっている。コース下部にはブルーラクーナが設置されている他、チケット売り場がある。
マックスチューブ
野間ゲレンデ内の日本最大級210m超の直線スライダーコースを専用チューブで滑走するアトラクション。
オレンジラクーナ
中央ゲレンデとファミリーゲレンデの間に位置する緩斜面。上はファミリーゲレンデ、キッズファンコース、中央林間コースに接続し、下は中央ゲレンデ麓に接続している（斜面方向が中央ゲレンデと反転しているため上下が逆になっていることに注意）。コース脇にはムービングベルトが設置されており初心者や子供を中心とした練習コースとなっている。日によっては一部が閉鎖されイベントが開催されていることもある。中央ゲレンデからみて斜度が逆になっているため、中央ゲレンデからファミリーゲレンデに抜ける場合はムービングベルトを使うか100mほど上らなければならない。ゲレンデ脇にファミリーPLAZA、スノードルフィンスキースクール、ハンバーガーショップがある。
ファミリーゲレンデ （最大/平均斜度 13°/8° コース長 300m）
オレンジラクーナからファミリーゲレンデ前駐車場に至るコース。初心者でも安心して滑ることができる緩斜面コース。中上級者はほとんどいない。コース上部を迂回する形でキッズファンコースが設置されており、そこを介して中央林間コースに抜けることもできる。コース下部にはチケット売り場、キッズパークが設置されている。
キッズファンコース
子供向けに通り抜けアーチが等のアイテムが設置されているアミューズメントコース。ファミリーゲレンデの上部を迂回する形で設けられており、コース最後はファミリーゲレンデ中ほどに合流する。コース上部から中央林間コースに抜けることもできる。
アルペン林間コース （最大/平均斜度 22°/10° コース長 1000m）
アルペンコースから民宿街に至る林間コース。コース下部で中央林間コースに合流する。
中央林間コース （最大/平均斜度 22°/10° コース長 1000m）
キッズファンコースから民宿街に至る林間コース。民宿街に下りるにはここを通らなければならない。コース麓にチケット売り場がある。
ブルーラクーナ
野間ゲレンデと野間駐車場の間に設置されているラクーナエリア。コース脇にはムービングベルトが設置されており初心者や子供を中心とした練習コースとなっている。
キッズパーク
雪遊びやソリを楽しむことができる子供専用エリア。スノーチュービングやスノーゴーラウンドといったアトラクションが設置されている。周囲に柵が設けられており一般のゲレンデとは分離されているため子供を安心して遊ばせることができる。

## リフト
登行リフトを含めて以下の10本のリフトが整備されている。リフトではないがオレンジラクーナ、ブルーラクーナにはムービングベルトが設置されている。
野間登行リフト
民宿街から野間ゲレンデを結ぶ登行リフト。リフトを降りてから野間ゲレンデまでは100mほど離れており、歩く必要がある。
山嶺ペアリフト
民宿街、中央林間コース麓からオレンジラクーナ上部を結ぶ。中央林間コースの上下を結ぶ他、民宿街からの登行リフトとしての性格も持つ。
ファミリーペアリフト
ファミリーゲレンデ麓からファミリーゲレンデ上部、オレンジラクーナ上部を結ぶ。
野間クワッドリフト
野間ゲレンデ麓から中央ゲレンデ上部マロニエ広場を結ぶ高速リフト。野間ゲレンデの上下を結ぶ。
中央クワッドリフト
中央ゲレンデ麓から中央ゲレンデ上部マロニエ広場を結ぶ高速リフト。中央ゲレンデの上下を結ぶ。リフトを降りた目の前にクリスタKAZAOがある。
アルペンペアリフト
アルペンコース下部からパノラマゲレンデ中腹を結ぶ。アルペンコース滑降者がよく利用する他、中央クワッドリフトが混雑している場合にパノラマゲレンデに登るバイパスでもある。リフトを降りて左手に展望レストランハチ北がある。
マロニエペアリフト
中央ゲレンデ上部マロニエ広場からパノラマゲレンデ中腹を結ぶ。
北壁トリプルリフト
中央ゲレンデ上部マロニエ広場から鉢伏山頂を結ぶ。スカイロード滑降者がよく利用する。
北壁ペアリフト
パノラマゲレンデ下部から鉢伏山頂を結ぶ。北壁、樹氷コース、スカイロード、スーパーモーグルコースの滑降者がよく利用する。
パノラマペアリフト
パノラマゲレンデ麓と上部を結ぶ。パノラマゲレンデ滑降者がよく利用する。
鉢伏山頂には野間クワッドリフトか中央クワッドリフトでマロニエ広場に上がり、北壁トリプルリフトに乗り継ぐのが一般的である。

## スクール
三浦雄一郎＆スノードルフィンスキースクール ハチ北校
SIA公認スキースクール。12月24日 - 3月31日の期間中毎日開校(積雪状況により期間が変更される場合もあるため要確認)。ファミリーPLAZAの東にあるスクール建屋にて受付。通常のレッスンには小学生以上が参加可能。
WESTスノーボードスクール
JSBA公認スノーボードスクール。中央クワッドリフト乗り場前にあるスクールコンテナにて受付。

## アクセス
- 公共交通機関
  - 山陰本線八鹿駅 - 全但バス秋岡・村岡行きまたは湯村温泉行き - ハチ北口乗換 - 全但バスハチ北行き - 終点下車
  - 山陰本線浜坂駅 - 全但バス湯村温泉行き - 終点乗換 - 全但バス八鹿駅行き - ハチ北口乗換 - 全但バスハチ北行き - 終点下車
  - 大阪・神戸 - 特急バス(全但バス)湯村温泉行きまたは浜坂行き - ハチ北口乗換 - 全但バスハチ北行き - 終点下車
- 自家用車
  - 姫路・それより以西から 播但連絡道路 - 和田山IC - 北近畿豊岡自動車道 - 八鹿氷ノ山IC - 国道9号 - 県道531号
  - 大阪方面から 中国自動車道 - 吉川JCT - 舞鶴若狭自動車道 - 春日IC - 北近畿豊岡自動車道 - 八鹿氷ノ山IC - 国道9号 - 県道531号

## 周辺情報
- 瀞川平
  - ロッジかどま
  - 兵庫県立木の殿堂
  - 但馬高原植物園